# Władysław Wagner

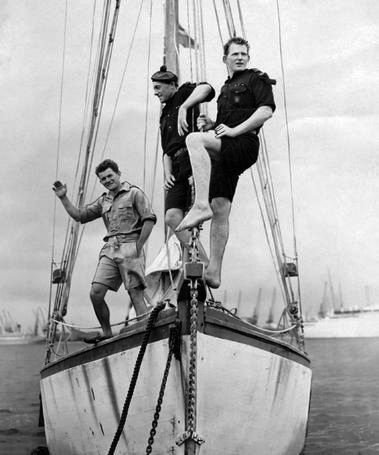
Jacht "Zjawa" w Southampton, pierwszy z lewej – Władysław Wagner

Władysław Wagner (ur. 17 września 1912 w Krzyżowej Woli (obecnie dzielnicy Starachowic), zm. 15 września 1992 w Orlando w stanie Floryda) – polski żeglarz, pierwszy Polak, który opłynął kulę ziemską na jachcie żaglowym, pisarz, publicysta.

## Życiorys
Gdy Władysław Wagner miał 15 lat, w roku 1927 jego rodzice Walerian i Maria Bielińska i rodzeństwo: Jan, Marian, Zofia przeprowadzili się do Gdyni; założył tam pierwszą w mieście drużynę harcerską im. Jana III Sobieskiego i został jej drużynowym. Początkowo uczęszczał do gimnazjum Teofila Zegarskiego w Orłowie. W 1929 roku ukończył kurs żeglarski. W roku 1931 znalazł w pobliżu portu zagrzebany wrak łodzi rybackiej. Od tej pory myślał o wyprawie dookoła świata. Wraz z kolegą Rudolfem Korniowskim przeprowadził remont kadłuba, postawił maszt, założył takielunek i ożaglowanie, a 19 marca 1932 r. jacht Zjawa został zwodowany.

### Rejs dookoła świata (1932–1939)
Rejs dookoła świata rozpoczął się w piątek 8 lipca 1932 roku. Pożegnanie było krótkie, bowiem Wagner i Korniowski zapewnili przyjaciół i bliskich, że chodzi o wakacyjny rejs po Bałtyku.
Obaj żeglarze zamierzali opłynąć Bornholm i dotrzeć do Zelandii, ale ręczna busola, stanowiąca całe ich wyposażenie nawigacyjne, zawiodła i dotarli do wybrzeży Olandii, 200 km na północ od Bornholmu. Zdecydowali się więc trzymać linii brzegowej i tak dotarli wkrótce do Kopenhagi i Göteborga, gdzie naprawiono pęknięty bom, dobudowano bukszpryt i zwiększono powierzchnię żagli.
Następnie, w trudnych jesiennych warunkach pogodowych, kierując się przez Morze Północne, kanał La Manche i wzdłuż brzegów Zatoki Biskajskiej Zjawa zawinęła do Lizbony, a w styczniu 1933 roku do Casablanki. Po pokonaniu Atlantyku 3 czerwca przybił do portu Belém, gdzie zszedł z pokładu Korniowski, a 4 lutego 1934 roku Wagner wodował nową Zjawę II. W grudniu, holowany przez Dar Pomorza pokonał Kanał Panamski.
Po utracie Zjawy II, którą – jak się okazało w Suva w archipelagu Fidżi – stoczyły świdraki, udał się statkiem handlowym do Australii serdecznie witany przez tamtejszą Polonię. W Sydney spędził kilka miesięcy, ale gdy okazało się, że ceny jachtów w Australii są za wysokie, zawrócił do Ekwadoru, gdzie w stoczni w Guayaquil zbudował, według własnego projektu, Zjawę III.
W lipcu 1937 roku wyruszył w dalszą drogę przez Polinezję Francuską, Australię i Dżakartę, gdzie otrzymał patent kapitański wydany przez Polski Związek Żeglarski. We wrześniu 1937 roku, podczas pobytu na Bora-Bora, spotkał się z francuskim żeglarzem-samotnikiem, który okrążył Ziemię – Alainem Gerbaultem.
4 lipca 1939 roku o godzinie 16:20 jacht przeciął trawers portugalskiego przylądka Faro, (który na Zjawie I mijał 4 stycznia 1933 roku) po sześciu i pół roku okrążając Ziemię. 

#### Kalendarium rejsu
Źródło.
- 1932–1933, Zjawa: Gdynia (wypłynięcie: 8 lipca) – Lizbona (18[8]/19 grudnia, wypł. 1 stycznia 1933[9]) – Dakar (15 marca, wypł. 21 kwietnia[9]) – Belém (4 czerwca[8]) – Colón, Panama (3[9]/4[10] grudnia 1933, Ameryka Centralna)
- 1934–1935, Zjawa II: Colón/Cristóbal (wypł. 1 grudnia[11]) – Kanał Panamski (wypł. 4 grudnia[11]) – Suva[8], Fidżi (11 lipca[12] 1935)
- 1937–1939, Zjawa III: Guayaquil, Ekwador (19 lipca) – wyspy Polinezji (Tahiti[13] – Bora-Bora[potrzebny przypis]) – Sydney (4 listopada, wypłynięcie: 10 lipca 1938) – Dżakarta – Kanał Sueski – Egipt (wypłynięcie: połowa maja 1939) – Gibraltar (2 lipca) – Faro, Portugalia (4 lipca 1939, zamknięcie kręgu wokół Ziemi) – Southampton, Anglia (21 lipca)

#### Uczestnicy wyprawy (na różnych etapach)
Źródło.
- Rudolf Korniowski (z Polski), do Belém[4]
- Olaf Frydson[4] (z Portugalii), Lizbona–Panama[13]
- Józef Szczypta (Pawlica), Panama–Fidżi[12]
- Władysław Kondratowicz (z Ekwadoru)
- David Walsch, od Sydney
- Sidney Smith[potrzebny przypis]
- Bernard Plowright (wszyscy trzej z Australii), od Sydney

### Dalsze losy
Wagner nigdy nie powrócił do Gdyni (za życia). Co prawda chciał wypłynąć z Great Yarmouth, gdzie wcześniej zakończył rejs dookoła świata, jednak w tym czasie w Polsce trwały już działania wojenne i polski konsul odradził mu dalszą podróż.
W czasie II wojny światowej wstąpił do polskiej marynarki handlowej. Po wojnie ożenił się z Mabel Olpin, przez jakiś czas był rybakiem. W 1948 roku wraz z żoną wyruszył do Australii, zatrzymując się na Beef Island (Brytyjskie Wyspy Dziewicze). Utrzymywał się głównie z rejsów czarterowych. W 1960 roku przeniósł się do San Juan na Portoryko. W 1972 roku zamieszkał w Winter Park na Florydzie. Dziesięć lat później dostał udaru mózgu, został prawostronnie sparaliżowany. Zmarł 15 września 1992 roku w Orlando (Floryda).
Statki, na których pływał:
- 1930 – Włóczęga
- 1932–1933 – Zjawa (ożaglowanie typu slup, powierzchnia żagli 30 m²; dług. 9,3 m, szer. 2,3 m)
- 1934–1935 – Zjawa II (jol, pow. żagli ok. 120 m²; dług. 17 m,  szer. 4,2 m)
- 1937–1939 – Zjawa III (jol, pow. żagli ok. 120 m²; dług. 15,6 m,  szer. 3,8 m; po wybuchu wojny została wcielona do brytyjskiej marynarki, zwrócona wiosną 1944)
- II wojna światowa – s/s Zbaraż, s/s Zagłoba, s/s Narocz[16]
- 1944–1947 – Zjawa III (przerobiona na kuter rybacki)
- 1947–? – Rubikon (kecz, pow. żagli ok. 300 m²; dług. ok. 25 m)

## Kontrowersje
Część źródeł podaje, że Zjawa była uprowadzonym harcerskim jachtem Zorza. W 1988 roku Komisja Historii Żeglarstwa Polskiego Związku Żeglarskiego uznała to za mało prawdopodobne.

## Dokończony rejs Wagnera
15 września 2012 roku Odyseja Wagnera została symbolicznie dokończona przez harcerzy zorganizowanych przy Centrum Wychowania Morskiego ZHP. 5 września 2012 roku z Great Yarmouth, gdzie 73 lata wcześniej zakończył swój rejs Władysław Wagner, wypłynął s/y Zjawa IV ze swoim kapitanem Piotrem Cichym. Symboliczną zgodę na odbycie rejsu do Gdyni wyraził Konsul Generalny RP.

## Wydane książki
- Podług słońca i gwiazd (1934); By the Sun and Stars (1987)
- Pokusa horyzontu (1937)[17]

## Upamiętnienie
W 1989 roku uhonorowany odznaką Zasłużony Działacz Żeglarstwa Polskiego.
W 2012 roku odsłonięto trzy tablice upamiętniające Wagnera i jego rejs: jedną na Beef Island (Brytyjskie Wyspy Dziewicze) i dwie w Gdyni (przed budynkiem Centrum Wychowania Morskiego ZHP i w Alei Żeglarstwa Polskiego na południowym falochronie basenu jachtowego im. Mariusza Zaruskiego).
W 2013 roku został pośmiertnie uhonorowany Conradem, zaś w 2019 roku otrzymał Krzyż Komandorski Orderu Zasługi Rzeczypospolitej Polskiej. Oba wyróżnienia odebrała wnuczka brata Wagnera, Jana, Olimpia Dębska.
W 2022 roku z okazji 110. rocznicy urodzin nadano nazwę ul. Władysława Wagnera w Starachowicach w okolicy Zbiornika Lubianka. Symboliczny „Port” na Zbiorniku Lubianka w Starachowicach nosi nazwę im. Władysława Wagnera. 